# Grêmio Esportivo Pedro Osório
O Grêmio Esportivo Pedro Osório, popular mente conhecido no estado do Rio Grande do Sul como "GEPO" é um clube de futebol da cidade brasileira de Tupanciretã. Suas cores são o preto e o branco. Seu estádio, o Nathálio Herter tem capacidade aproximada para 1.500 pessoas.

## História
O clube foi fundado no dia 21 de março de 1943 e tem como seu maior rival, o E.C. Gaúcho. 
As participações do GEPO em competições profissionais da FGF iniciaram nos anos 1950, não muito tempo depois da formação do clube. Em 1952, 1953, 1954 e 1957, o alvinegro de Tupanciretã disputou a Segunda Divisão, sem muito sucesso, geralmente integrando um grupo com as equipes de Cruz Alta.
Posteriormente, entre os anos 1970 e 1980, o GEPO voltou ao futebol profissional. A reestreia profissional do clube foi na Copa Cícero Soares de 1974. Depois, a equipe retornou na Copa do Governador de 1976. Embora a participação nas copas não tenha sido muito bem sucedida, a ela se seguiu o período mais estável do GEPO como profissional, com aparições constantes entre 1978 e 1985. Na Segundona de 1978, o clube esteve a um ponto de conquistar a vaga para a elite estadual. No ano seguinte, o time voltaria a disputar o octogonal final da Segunda Divisão, mas ficaria mais distante do acesso.
Em 1980, o GEPO ingressa na recém criada Terceira Divisão e chega até as finais. Embora tenha sido facilmente superado pelo Igrejinha, a campanha garantiu o acesso do clube de volta à Segundona, onde permaneceria nas duas temporadas seguintes.
Em 1983, o GEPO não disputou competições oficiais, mas retornou em 1984 para a Segunda Divisão. Em 1985, a Terceirona foi novamente instaurada e para lá foi, mais uma vez, a equipe de Tupanciretã. Nessas últimas temporadas, o GEPO nunca mais esteve tão perto de ser bem sucedido como em 1978.
O GEPO segue existindo como time amador. Em 2013, o GEPO chegou a aparecer numa lista da FGF de clubes que participariam da Segundona daquele ano, o que acabou não ocorrendo.